# Timothy Dexter
Timothy Dexter (Malden, Massachusetts, 22 de gener de 1747 – 23 d'octubre de 1806) fou un home de negocis americà notable per la seva excentricitat.
Va abandonar els estudis i es va posar a treballar a una granja als 8 anys. Dexter va néixer a Malden, Massachusetts. Als 18 anys va conèixer la Elizabeth, vidua de 32 anys i s'hi van casar. Ella era rica i ell va començar negocis i fer calés. Va despertar les enveges denla gent rica de la ciutat i li van aconsellar diferents negocis per arruinar-lo, però va tenir sort en totes i va fer-se multimilionari. Va arribar a escriure una novel·la de 32 pàgines, sense signes de puntuació. Quan la gent se'l va tirar a sobre d'ell per enriure se'n, va treure una edició amb un apèndix de 11 pàgines només de signes de puntuació i una frase. Reparteixi vostè mateix el signes per la novel·la. Va morir al 1806 a Newburyport, Massachusetts.